# 비극은 없다 (드라마)
비극은 없다는 1989년 6월 24일부터 6월 25일까지 방영된 한국방송공사 1TV 특집드라마이다.

## 출연진
- 김선경
- 김승환
- 김희라
- 남성우
- 송영창
- 우연우
- 한영수